# سیاران دانلی
سیاران دانلی (انگلیسی: Ciaran Donnelly؛ زادهٔ ۲ آوریل ۱۹۸۴) بازیکن فوتبال اهل بریتانیا است.
از باشگاه‌هایی که در آن بازی کرده‌است می‌توان به باشگاه فوتبال بلکبرن روورز، باشگاه فوتبال کندال تاون، باشگاه فوتبال مکلسفیلد تاون، باشگاه فوتبال بارو، باشگاه فوتبال بلکپول، باشگاه فوتبال ساوتپورت، باشگاه فوتبال فلیتوود، و باشگاه فوتبال ای‌اف‌سی بلک‌پول اشاره کرد.
وی همچنین در تیم‌های ملی فوتبال England national under-16 football team، زیر ۱۸ سال انگلستان، و زیر ۱۹ سال انگلستان بازی کرده‌است.